# 綾羅木站
綾羅木站（日语：／ Ayaragi eki */?）是位於山口縣下關市綾羅木本町二丁目，西日本旅客鐵道（JR西日本）的山陰本線車站。由於車站附近為住宅區，因此較多乘客使用。

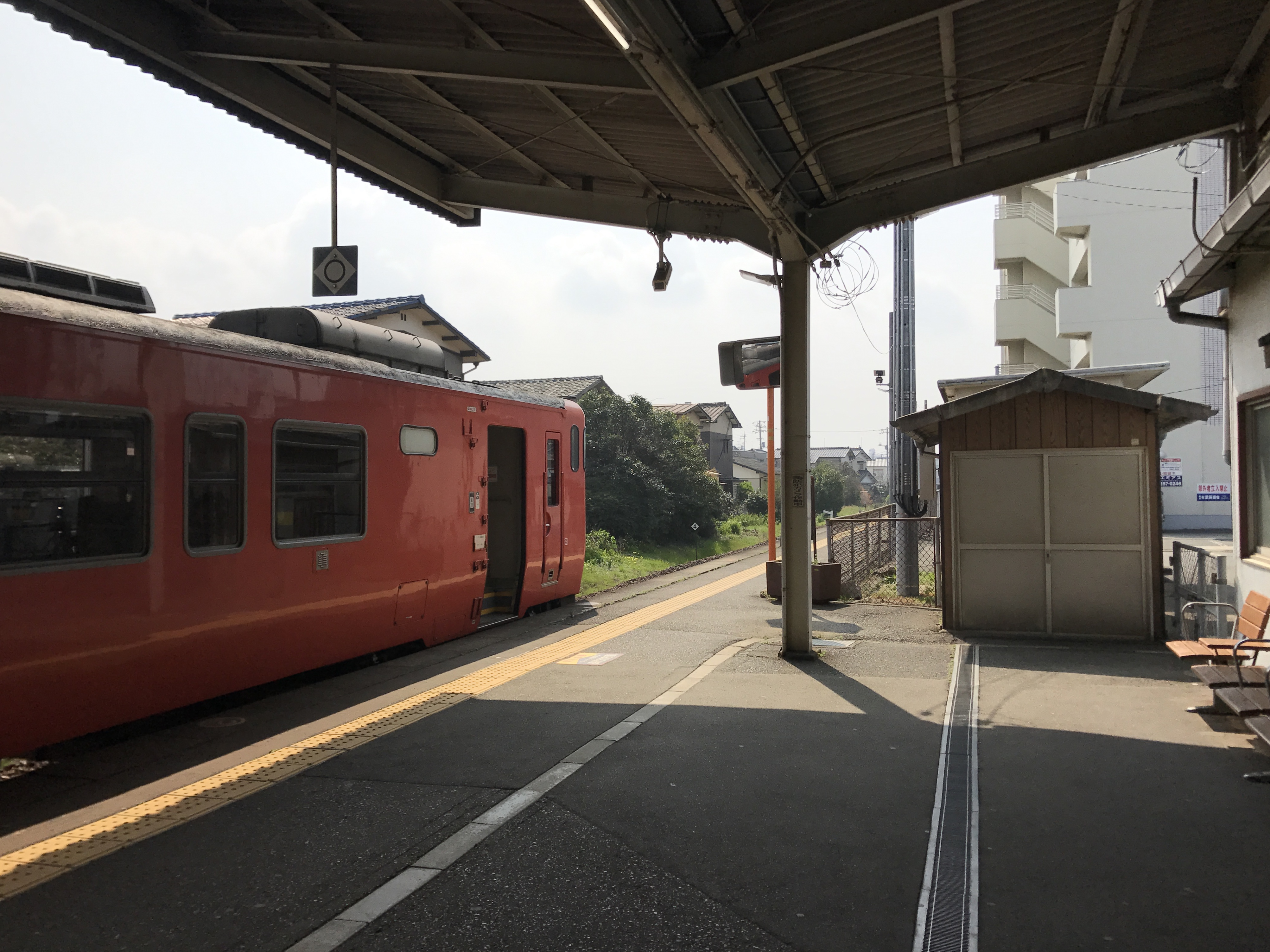
月台（2017年3月）

## 歷史
- 1914年（大正3年）4月22日 - 長州鐵道（日语：長州鉄道）車站啟用[1]。為旅客車站。
- 1925年（大正14年）6月1日 - 長州鐵道線幡生以北國有化，成為國有鐵道小串線[2]。
- 1933年（昭和8年）2月24日 - 小串線編入至山陰本線，成為山陰本線車站[3]。
- 1987年（昭和62年）4月1日 - 伴隨國鐵分割民營化，車站由西日本旅客鐵道（JR西日本）營運。

## 車站構造
車站是一座地面車站，設有1面1線的單式月台，下關方向的列車會開啟右邊車門。下關方向和小串方向的列車使用同一月台。車站設有車站大樓，為有人車站。
此站由下關地域鐵道部管理的業務委託站，由JR西日本廣島MAINTEC負責車站業務。在部分時段為無人當值。售票櫃臺中設有POS終端。

## 車站周邊
車站位於川中地區住宅區之中。站前（車站正面）設有山口縣道256號綾羅木停車場線。車站最接近的巴士站是在國道191號上的山電交通「綾羅木」。
- 下關市政廳（日语：下関市役所）川中分所・川中公民館
- 下關綾羅木郵局
- 中山神社（日语：中山神社 (下関市)）
- 下關市立川中中學
- 下關市立垢田中學（日语：下関市立垢田中学校）
- 下關市立川中小學
- 下関市立川中西小学校下關市立川中西小學（日语：下関市立川中西小学校下關市立川中西小學）
- 下關市立垢田小學
- 綾羅木川
- 山口銀行綾羅木分店

此站距離山陽新幹線山陽本線新下關站的直線距離為約2.5公里。這地區一直以來沒有公共交通連接，直至2015年10月1日起開設「新下關站 - youme city - 綾羅木 - 松風町」巴士路線。

## 使用狀況
以下為近年1日平均乘車人次列表：
| 乘車人次變化 | 乘車人次變化    |
| 年度         | 1日平均乘車人次 |
| ------------ | --------------- |
| 1999         | 1,408           |
| 2000         | 1,358           |
| 2001         | 1,262           |
| 2002         | 1,207           |
| 2003         | 1,206           |
| 2004         | 1,152           |
| 2005         | 1,156           |
| 2006         | 1,152           |
| 2007         | 1,119           |
| 2008         | 961             |
| 2009         | 964             |
| 2010         | 937             |
| 2011         | 902             |
| 2012         | 873             |
| 2013         | 902             |
| 2014         | 886             |
| 2015         | 891             |
| 2016         | 843             |
| 2017         | 840             |
| 2018         | 822             |

## 相鄰車站
西日本旅客鐵道
■山陰本線
梶栗鄉台地－綾羅木－幡生

## 注腳
1. 1 2  「通運」『官報』1914年4月28日（國立國會圖書館數碼化收藏）
2. ↑  「鉄道省告示第81号」『官報』1925年5月26日（國立國會圖書館數碼化收藏）
3. ↑  「鉄道省告示第42号」『官報』1933年2月18日（國立國會圖書館數碼化收藏）
4. ↑  . 山電交通. 2015-09-19  [2015-12-13]. （原始内容存档于2015-12-22）.
5. ↑  山口縣統計年鑑

## 外部連結
- 綾羅木｜車站資訊：JR出門網 - 西日本旅客鐵道